# آرامية فلسطينية يهودية
الآرامية الفلسطينية اليهودية يُطلق عليها أيضًا الآرامية الجليلية، كانت لغة آرامية غربية محكية عند اليهود في فلسطين في بداية الألفية الأولى، وتحديدًا في ولاية فلسطين السورية الرومانيّة، ومن ثم ولاية فلسطين الثانية البيزنطيّة. تُعرف هذه اللغة بأنها كانت إحدى اللغات التي كان يتكلمها يسوع المسيح.
يُشار بالذكر إلى أنه تم انتقال مركز تعلم اللغة الآرامية الفلسطينية اليهودية إلى منطقة الجليل بعد فشل التمرد اليهودي الثالث على الرومان في 135 م. وقد بدأت اللغة العربية تأخد تدريجيًا مكانها بعد الفتح الإسلامي للشام في القرن السابع.